# Ernst Blaschke
Ernst Blaschke (* 19. Januar 1889 in Berlin; † 27. April 1975 in Cremorne (bei Sydney)) war ein in Deutschland geborener Ingenieur, der nach der Machtergreifung der Nationalsozialisten ins Ausland und später nach Australien emigrierte.

## Herkunft, Kindheit und Jugend

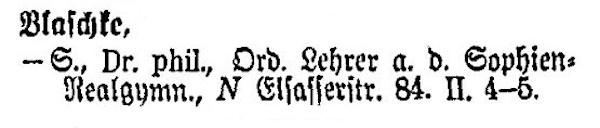
Der ordentliche Lehrer am Sophien-Realgymnasium Sigismund Blaschke, Adressbuch Berlin, 1891

Ernst Herbert Blaschke war das einzige Kind des aus Breslau stammenden Dr. phil. und Oberlehrers (ab 1889: Gymnasiallehrer, 1897: Professor) Sigismund Meyer Blaschke (1851–1917) und seiner in Berlin geborenen Ehefrau und Kaufmannstochter Anna Zip(p)ora Feilchenfeld (1867–1953). Blaschke wurde in der Elsasser Straße (heute Torstraße) geboren und wuchs in Berlin-Mitte und -Tiergarten auf. Zu dieser Zeit war sein Vater am Sophien-Realgymnasium in der Großen Hamburger Straße tätig, gab dort auch jüdischen Religionsunterricht und war Repräsentant der jüdischen Gemeinde zu Berlin. Der Vater starb 1917 in Berlin und wurde auf dem Jüdischen Friedhof Berlin-Weißensee beigesetzt.

## Studium, Erster Weltkrieg, eigene Familie, erste Berufstätigkeiten

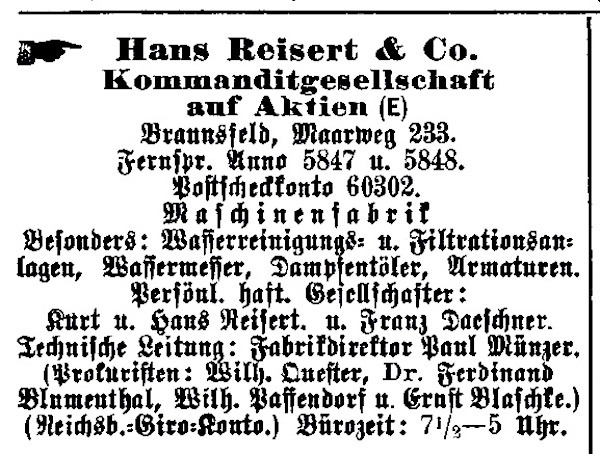
Firma Hans Reisert, Köln, Telefonbuch von 1925

Ernst Blaschke immatrikulierte sich 1908 an der Königlich Technischen Hochschule zu Berlin für das Fach Maschinenbau und war dort 1914 Assistent. Zu Beginn des Krieges war er Unteroffizier in der Garde-Fernsprech-Abteilung Berlin und wurde im September 1914 leicht verwundet. Am Ende des Krieges war er Leutnant der Reserve bei der Nachrichten-Abteilung Pascha II (ob in Palästina, in Deutschland oder anderswo, geht aus den Unterlagen nicht hervor). Als Diplom-Ingenieur wohnte er Ende 1918 in der Wielandstraße in Berlin-Charlottenburg und war ein Jahr später Mitglied des VDI. Am 23. September 1918 heiratete er in Berlin-Grunewald die in Berlin geborene Studentin und Kaufmannstochter Dorothea (Dora) Kirstein, ebenfalls jüdischer Religion. Etwa 1 Jahr später wurde in Berlin die Tochter Elisabeth (Liesel) geboren. 1920 steht Ernst Blaschke als Hochschulassist und beratender Ingenieur im Berliner Adressbuch (Wohnung Steglitzer Straße 68), bevor die junge Familie nach Köln verzog, wo Blaschke als Ingenieur und Prokurist bei der Maschinenfabrik Hans Reisert & Co. im Stadtteil Braunsfeld tätig war. In Köln wurden die Kinder Ursel (1922) und Walter (1924) geboren; Wohnort war die Bachemer Straße 257.

## Bei der AEG in Hennigsdorf
Spätestens 1931 war Ernst Blaschke Ingenieur und Direktor bei der AEG in Hennigsdorf. Die Familie wohnte in der Neuendorfstraße, in unmittelbarer Nähe zu den AEG-Fabriken. Die beiden Töchter besuchten das Hennigsdorfer Reform-Realgymnasium, der Sohn die evangelische Volksschule. Als Ende 1931 die Gemeinde Hennigsdorf hoch verschuldet war und unter Zwangsverwaltung des Landrats kam, gehörte Blaschke zu den Mitgliedern eines Arbeitsausschusses, der die Bezahlung von Lehrern, denen aufgrund fehlender Finanzmittel die Abberufung drohte, durch freiwillige Elternbeiträge sicherstellte.

## Nationalsozialismus, Emigration, weiteres Leben, Lebensende
Nach der Machtübernahme der Nationalsozialisten war Ernst Blaschke schnell klar, dass die jüdische Familie in Deutschland keine Zukunft mehr hatte und das Land verlassen musste. Ende 1933 verließen sie Hennigsdorf, kamen zuerst nach Spanien, dann nach Italien, die älteste Tochter ging in die Schweiz, bevor man sich noch einmal in Deutschland traf und die Familie, zusammen mit Ernst Blaschkes Mutter, nach Australien ausreiste. Die Ehefrau Dora Blaschke starb 1939 in der Nähe von Sydney, Ernst Blaschke ging 1940 eine zweite Ehe ein. Seine Mutter starb 1953 in Sydney. Blaschke arbeitete zunächst bei der Hauptpost in Sydney und starb 1975.
Ein Enkel von Ernst Blaschke ist der Wirtschaftswissenschaftler Ronald Colman.

## Ehrungen

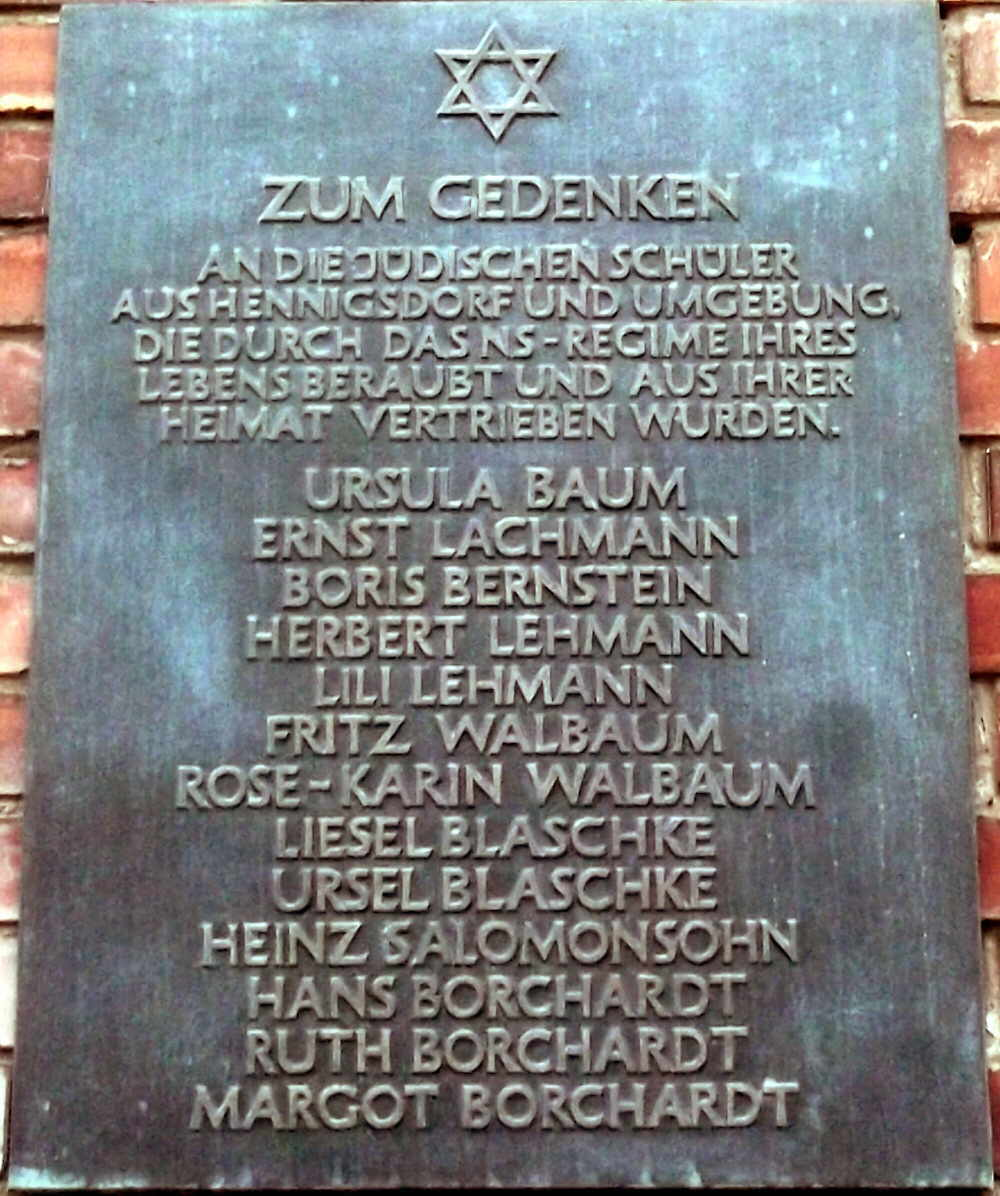
Tafel zum Gedenken an jüdische ehemalige Schülerinnen und Schüler am ehemaligen Reform-Realgymnasium in Hennigsdorf, Rathenaustraße

Im Jahr 2006 wurden in der Hennigsdorfer Neuendorfstraße vier Stolpersteine für Ernst Blaschke, seine Ehefrau Dora und seine beiden Töchter verlegt. Am Haupteingang des ehemaligen Reform-Realgymnasiums in der Rathenaustraße (jetzt KreativWerk R6) befindet sich eine Gedenktafel mit den Namen von 13 jüdischen ehemaligen Schülerinnen und Schülern, darunter Liesel und Ursel Blaschke.